# Mooreodontus
Genre
Mooreodontus est un  genre éteint de requins de la famille des Xenacanthidae. Ses représentants ont vécu durant le Trias.

## Description
L'espèce type, Mooreodontus moorei, a été décrite en 1889 comme une nouvelle espèce de Diplodus sous le taxon Diplodus moorei, sur la base des dents du Carnian North Curry Sandstone Member du Mercia Mudstone Group dans le Somersetshire, en Angleterre. Plus tard des études ont attribué cette espèce à Pleuracanthus (=Xenacanthus), mais Ginter et al. (2010) ont découvert que les espèces du Trias généralement attribuées à Xenacanthus constituent un nouveau genre, Mooreodontus. En plus de M. moorei, deux autres espèces de Mooreodontus sont connues, M. parvidens (Woodward, 1908) du Trias moyen d'Australie et M. indicus (Jain, 1980) du Trias supérieur de l'Inde,.